# Villa Pueyrredón

Lage von Villa Pueyrredón in Buenos Aires

Villa Pueyrredón ist ein Stadtteil im Nordwesten der argentinischen Hauptstadt Buenos Aires. Er hat 40.000 Einwohner (Stand von 2001) auf einer Fläche von 3,7 km² und wird begrenzt von den Vierteln Villa Urquiza, Villa Devoto, Coghlan und Agronomía. Villa Pueyrredón ist ein Wohnviertel der Mittelschicht und oberen Mittelschicht und ist umgeben von zahlreichen Plätzen und Parks. Die Ferrocarril General Bartolomé Mitre (General Mitre-Bahngesellschaft) verbindet Villa Pueyrredón mit dem Retiro-Bahnhof. 

## Geschichte
Der Stadtteil erhielt seinen Namen von dem dort zuerst angelegten Bahnhof an der neuen Bahnstrecke der Ferrocarril Central Argentino, (heute „Ferrocarril General Bartolomé Mitre“). Zuerst hieß die Station schlicht „KM 14“ (Kilometer 14), wurde dann aber 1907 nach Juan Martín de Pueyrredón benannt. Die Einwohner des Stadtteils waren italienische und spanische Einwanderer, die an dem „Großen Eisenbahnprojekt“ arbeiteten, einem der wichtigsten in Südamerika.

## Klubs, Parks und Plätze
Villa Pueyrredón hat zahlreiche grüne Plätze. Der älteste, Plaza Leandro N. Alem, wurde am 25. Mai 1921 eingeweiht. Er liegt zwischen den Straßen Larsen, Gral. J. de Artigas, Zamudio und Cochrane. Der Platz Nunca Más ist 11.500 m² groß und liegt zwischen den Straßen Obispo San Alberto, Ladines, Jose L.Cabezon und Gral. Jose G. de Artigas. Er war ursprünglich nach General Eduardo Lonardi benannt, erhielt aber seinen neuen Namen im Gedenken an die Verschwundenen der Militärdiktatur. Der größte Platz des Stadtteils ist die Plaza Martin Rodríguez mit 13.200 m². Er wurde 1948 eingeweiht und liegt zwischen den Straßen Pareja, Habana, Helguera und Argerich.
Der „Club Cultural y Deportivo 17 de Agosto“ wurde 1949 gegründet. Er ist der wichtigste Klub der Nachbarschaft und spielt in der ersten Futsal-Liga.
Der „Club Social Pueyrredón“ wurde am 1. Juni 1927 gegründet und befindet sich in 5540 Condarco-Straße. Der „Club Social, Cultural y Deportivo Gloria“ wurde am 16. September 1936 gegründet. Er hat jetzt seinen Sitz in der 4970 Caracas-Straße. Daneben gibt es noch zwei weitere Sportklubs.

## Bekannte Einwohner
- Enrique Torres, Dramaturg und Produzent von Telenovelas.
- Roberto DeVicenzo, Golfspieler
- Marcelo Alexandre, Radrennfahrer
- Víctor Avedano, Boxer
- Alejandro Sabella, Federico Vairo und Carlos Veglio: Fußballspieler
- Teresa Blasco, Schauspielerin
- Enrique Alejandro Mancini, Fernsehmoderator
- Roberto Rufino, Tangosänger beim „Carlos Di Sarli und Aníbal Troilo Orchester“
- Gloria Díaz, Tangosängerin
- Eduardo Gelaz, Tangosänger
- Juan Carlos Copes, Tangotänzer
- Miguel Mateos, Rockmusiker
- Luis Rubio, Komödiant, bekannt durch seine Rolle des „Eber Ludueña“
- Fabián Belmonte, Tangotänzer & bandoneonista
- Roxana Callegari, Tangotänzer